# Gefährliches Dreieck
Gefährliches Dreieck (Originaltitel Exposed („Ausgesetzt“)) ist ein US-amerikanisches Filmdrama aus dem Jahr 1983. Regie führte James Toback, der auch das Drehbuch schrieb und den Film produzierte. In den Hauptrollen agieren Nastassja Kinski, Rudolf Nurejew und Harvey Keitel, in tragenden Rollen Ian McShane, Bibi Andersson, Ron Randell und Pierre Clémenti.

## Handlung
Elizabeth Carlson stammt aus Wisconsin von einer Farm im Mittleren Westen. Sie besucht das College und hat eine Affäre mit ihrem Englischprofessor Leo Boscovitch. Dieser hält gerade Lesungen ab über Leslie Fiedlers Love and Death in the American Novel und Goethes Die Leiden des jungen Werthers. Boscovitch, dem ein schroffes Wesen eigen ist, ist stolz darauf, mit seiner hübschesten Schülerin ein Verhältnis zu haben. Als Elizabeth ihm sagt, dass sie seiner überdrüssig sei, schlägt er sie.
Elizabeth strebt eine Karriere als Model an, geht nach New York, beginnt dort als Kellnerin und wird ungewöhnlich schnell ein äußerst erfolgreiches Model. Entdeckt wird sie von dem Modefotografen Greg Miller, der ihren sinnlichen Look erkennt. Ohne dass Elizabeth das will und anfangs ahnt, wird sie in ein internationales Intrigenkomplott hineingezogen. Umworben wird die junge Frau von Daniel Jelline, einem gefeierten Violinisten. Jelline ist ein ungewöhnlicher Mann mit außergewöhnlichen Ideen, wodurch er Elizabeth für sich gewinnen kann.
Als Elizabeth in Paris zu tun hat, begleitet Jelline sie dorthin. Inzwischen ist auch Elizabeths ehemaliger Englischprofessor und Liebhaber in der Stadt eingetroffen, der seine einstige Schülerin immer noch nicht aufgegeben hat. In der Stadt kommt es zu für Elizabeth unerklärlichen Vorfällen, in die sie immer wieder verwickelt oder hineingezogen wird. Unerwartete Schlägereien in ihrer Nähe sind fast an der Tagesordnung und auch ein plumper Straßenraub ist Teil der unerfindlichen Dinge, die laufend geschehen. Als Jelline ihr erklärt, dass er hinter einem Terroristen her sei, den er töten müsse, erklärt das so einiges. Als Elizabeth feststellen muss, dass Jelline sie benutzt, um über sie an den Unterweltboss Rivas heranzukommen, gibt ihr das zu denken, da sie aber in Daniel verliebt ist, schiebt sie etwaige Bedenken zur Seite. Zu diesem Zeitpunkt kann sie noch nicht wissen, dass Rivas von ihr besessen ist, seit er ihre Fotos in Zeitschriften gesehen hat. Kurz darauf bemerkt Elizabeth, dass eine Frau aus New York, die ihr dort schon aufgefallen war, sie beobachtet und vermutet in ihr ein Mitglied aus Rivas Umfeld. Die Frauen kommen ins Gespräch und tatsächlich hat Elizabeth Gelegenheit, kurz darauf auch Rivas kennenzulernen.
Als Elizabeth Daniel später von ihrer Begegnung erzählt, führt das zu einem gewalttätigen, blutigen Ende am Ufer der Seine. Elizabeths Geliebter Daniel stirbt ebenso in den Straßen von Paris, wie Rivas und seine engsten Vertrauten. Fassungslos hält Elizabeth ihren Geliebten in den Armen, während die Welt um sie herum zusammenzubrechen scheint.

## Produktion

### Dreharbeiten, Produktionsnotizen
Der Film wurde in New York sowie in Paris und Umgebung und in den Räumen der University of Vermont gedreht. Die Dreharbeiten dauerten rund achtzig Tage. Produziert wurde der Film von United Artists, von MGM und United International Pictures wurde er veröffentlicht.
Es war James Tobacks dritter Film, noch immer profitierte er von dem Lob der Kritiker für seine erste Regiearbeit im Film Fingers. Für den Australier Ron Randell war es ebenso sein letzter Film wie für Rudolf Nurejew, der im Alter von 54 Jahren starb. Die jüngere Schwester von Mia Farrow, Stephanie Farrow, spielt im Film eine Kellnerin. Toback erzählte, er habe seine Geschichte auf seiner Romanze mit einer Stewardess aufgebaut, habe aber ungefähr achtzig Prozent des Drehbuchs geändert, das er zuvor MGM gezeigt habe.
Synchronisiert wurde der Film von der Synchronfirma Interopa Film GmbH, Berlin. 13 Sprechrollen waren zu besetzen.

### Soundtrack
- The Loco-Motion von Gerry Goffin und Carole King, vorgetragen von Little Eva
- The Closer You Are, vorgetragen von The Channels
- Felicità von Cristiano Minellono, Gino De Stefani und Dario Farina, vorgetragen von Al Bano & Romina Power
- La Bamba, traditionelle Weise von Ritchie Valens, vorgetragen ebenfalls von Valens
- The Shoop Shoop Song von Rudy Clark, vorgetragen von Betty Everett

### Veröffentlichung
Uraufgeführt wurde der Film am 22. April 1983 in den Vereinigten Staaten. Im September 1983 wurde er in Schweden veröffentlicht, im November 1983 in Finnland und Frankreich, im Februar 1984 in Portugal und im März 1984 in Irland. In Peru und in Kolumbien war der Film im Jahr 1988 erstmals zu sehen. In Russland hatte er im März 2009 DVD-Premiere. Veröffentlicht wurde der Film zudem in Argentinien, Brasilien, Kanada, Griechenland, Ungarn, Italien, Japan, Polen, Rumänien, Spanien, in der Türkei, im Vereinigten Königreich und in Jugoslawien.
In der Bundesrepublik Deutschland wurde der Film erstmals im Oktober 1985 auf Video veröffentlicht.

## Rezeption

### Kritik
Fast allen Kritiken gemein ist die Aussage, dass der Film heillos verworren sei und man eigentlich nicht wisse, worum es überhaupt gehe und dass der Regisseur wohl mehr mit anderen Dingen beschäftigt gewesen sei, als mit einem Film, der zumindest etwas Logik aufweise. Das von Toback verfasste Drehbuch liefere ebenso wie die Regie ein komplettes Durcheinander. Gelobt wird von der Mehrzahl der Kritiker die Leistung von Nastassja Kinski, bemängelt die hölzerne Darstellung durch Nurejew.
Janet Maslin schrieb in der New York Times, der Titel des Films über den internationalen Terrorismus und die Modewelt lege „Effekthascherei“ nahe. Internationaler Terrorismus, Modemodels und die aufsehenerregende Besetzung mit Rudolf Nurejew und Nastassia Kinski seien die auffälligsten Elemente des Films, doch wirke er so unbekümmert, dass diese Elemente nie voll ausgeschöpft würden. Der Film sei technisch gesehen die beste Arbeit des Regisseurs, jedoch fehle hier die „Eindringlichkeit“ seiner früheren Filme. Maslin lobte die Präsenz von Nastassja Kinski, die in ihrer Rolle „voller Leben“ und „eigensinnig“ wirke. Von der ersten Panoramaaufnahme an sei Exposed großartig fotografiert und habe eine interessante, wenn auch exzentrische Besetzung. Die Ambitionen des Films ständen der Handlung die ganze Zeit über im Weg, befand Maslin abschließend.
Die Londoner Zeitschrift TimeOut schrieb, der Film sei ein „exzentrisches Melodrama“, das zwischen dem Jet-Set der Modewelt und den terroristischen Aktivitäten hin und her drifte. Harvey Keitel überzeuge nicht in der Rolle des Anführers der Terrorzelle. Dem Drehbuchautoren fehle der Mut, auf die gestellten philosophischen Fragen näher einzugehen.
Fernando F. Croce bewertete den Film für Cinepassion und schrieb, trotz aller seiner Hektik, Gewalttätigkeit und dergleichen sei „cherchez la femme“ James Tobacks wiederkehrende Hymne, die nirgends schamloser zum Ausdruck komme als in diesem vergnügt absurden Melodram. Tatsächlich sei der Film in erster Linie eine Studie über Nastassja Kinski, die hier auf dem Höhepunkt ihrer Berühmtheit auf Zeitschriftencovern stehe, wobei jede Kopfbewegung und jeder Lippenbiss ein von der Kamera verschlungenes Ereignis sei – in diesem Sinne sei Tobacks Film ein echter Seitenhieb auf die Nouvelle Vague. In einer immer verrückter werdenden Handlung mit einem von Harvey Keitel beherrschten Terrorring, bleibe Kinski das Hauptobjekt der Begierde in diesem Film. Ihre Schönheit strahle ein Leuchten aus, um das der machtbesessene Blick des Regisseurs wie eine Motte kreise.
Derek Winnert stellte fest, dass es sich, trotz der faszinierenden Besetzung und des spannenden Bühnenbilds, um einen schlecht gespielten, verworrenen und nicht überzeugenden Thriller handele. Exposed sei ein potenzieller Kultfilm, der so schlecht sei, dass er schon wieder gut sei. Es sei faszinierend, solch viele große Namen in einem so schlechten Werk zu sehen. Nurejew werde das Zitat zugeschrieben, die einzige Kritik sei ein volles Haus. Leider habe es für den Film nicht viel ausverkaufte Häuser gegeben. Für Nurejew sei es sein letzter Film gewesen.
Auf der Seite FilmFanatic war die Rede von einem Film mit (weitgehend) schrecklichen Dialogen, schlechtem Schauspiel und einer verworrenen Handlung über eine junge Frau, die ihren Weg in der Welt suche. Der Film beinhalte eine der lächerlichsten Vorspielsequenzen, die der Rezensent je gesehen habe und der von Harvey Keitel gespielte Riva habe einige der dümmsten Filmdialoge überhaupt. Diesen Film müsse man nicht gesehen habe, es sei denn, man sei ein eingefleischter Kinski-Fan.
Der Rezensent des Filmdienstes hielt fest: „Ein düsteres Melodram um die Verzweiflung der Menschen und ihre Suche nach Auswegen. Bemerkenswert inszeniert, jedoch überkompliziert und deshalb wenig einsichtig in seinen Gedanken und Wertungen. (TV-Titel: „Exposed“, „Exposed – Kampf dem Terror“)“
Auf der Seite Cinema konnte vor allem zur Leistung von Nurejew lesen: „Rudolf Nurejew mag ja als Balletttänzer grazil wie ein Schwan gewesen sein. Als Darsteller wirkt er jedoch wie der Elefant im Porzellanladen.“ Fazit: „Schöne Nastassja in wirrem Thriller“.

### Einspielergebnisse
Weltweit spielte der Film 1.818.910 Dollar ein bei einem von MGM zur Verfügung gestellten Budget von 18 Millionen Dollar, einschließlich Tobacks Gage von 500.000 Dollar.